# Dendrobium somae
Dendrobium somae är en orkidéart som beskrevs av Bunzo Hayata. Dendrobium somae ingår i släktet Dendrobium, och familjen orkidéer. Inga underarter finns listade i Catalogue of Life.